# Făt-Frumos cu părul de aur
Făt-Frumos cu părul de aur este o poveste din folclorul românesc, culeasă de Petre Ispirescu, și publicată în Țăranul român în 1862. Este inclusă în colecția Legende sau basmele românilor, prima oară publicată în 1872.

## Poveste
„Calul adesea venea pe la domnul său, și într-o zi îi zise să bage de seamă, cum că în una din case zânele aveau o baie, că acea baie, la câțiva ani, într-o zi hotărâtă, curge aur, și cine se scaldă întâi aceluia i se face părul de aur.”
Într-o zi, un pustnic găsește la marginea unei gârle un sicriu în care se afla un bebeluș. Bătrânul îl ia și îl crește ca pe propriul copil. Anii trec, iar pustnicul simte că i-a sosit ceasul morții. Înainte să-și dea duhul, acesta îi lasă moștenire tânărului un frâu vrăjit. Băiatul scutură frâul, chemând astfel un cal înaripat, care îl duce pe tărâmul zânelor. 
Aici, Făt-Frumos se scaldă într-o baie de aur, transformându-și părul în cosițe de aur. Urmează să se angajeze slugă de grădinar la curtea unui împărat. Acesta avea trei fete. Examinând pepenii din grădina împărătească, sfatul anunță suveranul că a venit vremea să-și mărite fetele. Primele două își găsesc soț, dar mezina rămâne nehotărâta până la vedea lui Făt-Frumos cu părul de aur, de care se îndrăgostește. Împotriva voinței lui, împaratul este nevoit să-și dea fata de soție ajutorului de grădinar. 
Vestea acestei rușini se duce în toată lumea. Pețitorii de neam se adună la război împotriva împăratului. Făt-Frumos, purtând soarele în piept, luna în spate și doi luceferi în umeri, reușește să salveze împărăția. Împăratul însă se îmbolnăvește și orbește. Ca să se vindece, acesta trebuia să bea laptele unei capre roșii sălbatice. Ginerii săi pornesc să îl găsească. Făt-Frumos găsește caprele, ia laptele și se oferă să vândă o parte din el cumnaților săi, dacă aceștia îl lasă să îi marcheze ca sclavi ai săi. Aceștia sunt de acord, crezând că îl prosti pe tânăr, dar numai laptele lui Făt-Frumos îi redă vederea, în final, împăratului.
La masa cu sfetnicii și boierii împărăției, Făt-Frumos dezvăluie că el a fost eroul care ajutase armata în războiul cu pețitorii, dezvăluindu-și identitatea. Împăratul este impresionat, și îi cedează tronul feciorului. Primul lucru pe care Făt-Frumos îl face după aceea este să-și elibereze cumnații din robie.

## I. C. Fundescu
Basmul este publicat în 1875 și de prozatorul I. C. Fundescu, în volumul Basme, orații, păcălituri și ghicitori (paginile 61-76), ediția a III-a, la București.
Cercetătorii români clasifică basmul ca fiind de tipul 314 din indexul internațional Aarne-Thompson-Uther, categoria „Goldener” (Auritul).